# Решетниково (Ленинградская область)
Решетниково (до 1948 — Пухтула, фин. Puhtula) — деревня в Первомайском сельском поселении Выборгского района Ленинградской области.

## Название
Финское название деревни Пухтула происходит, вероятно, от слова puhtaus — чистота, опрятность, хотя нельзя исключить и образование от личного имени. 
31 декабря 1947 года исполком Райволовского поссовета, ссылаясь на постановление общего собрания рабочих и служащих совхоза «Вперед», присвоил деревне Пухтула новое наименование — Высокогорье. Новое название не было утверждено и деревню было решено переименовать в Решетниково, в память одного из бойцов Красной армии, погибшего в этом районе. Однако, вскоре это название заменили на Молодцово, в честь погибшего 13 января 1943 года юго-восточнее деревни Марьино телефониста Дмитрия Семеновича Молодцова. Но, и это название просуществовало менее трех месяцев. Окончательно, указом Президиума ВС РСФСР от 13 января 1949 года, за деревней было закреплено название Решетниково. 

## История
- Деревня Пухтула на русской карте 1745 года

- Деревня Пухтула на финской карте 1923 года

До 1939 года деревня Пухтула входила в состав волости Кивеннапа Выборгской губернии Финляндской республики. Деревня насчитывала 28 крестьянских дворов.
С 1 мая 1940 года по 30 сентября 1948 года — в составе Райволовского сельсовета Каннельярвского (Райволовского) района.
С 1 июля 1941 года по 31 мая 1944 года — финская оккупация. 
С 1 октября 1948 года — в составе Рощинского сельсовета Рощинского района.
С 1 января 1949 года деревни учитываются административными данными как деревня Решетниково.
С 1 января 1959 года — в составе Первомайского сельсовета.
В 1961 году население деревни составляло 214 человек.
С 1 февраля 1964 года — в составе Выборгского района.
Согласно данным 1966, 1973 и 1990 годов деревня Решетниково входила в состав Первомайского сельсовета.
В 1997 году в деревне Решетниково Первомайской волости проживали 1027 человек, в 2002 году — 638 человек (русские — 89 %). С 1997 года южная часть деревни находится в составе Санкт-Петербурга, где числится как исторический район Решетниково.
В 2003 году жители деревни выступили с инициативой присоединения к Санкт-Петербургу, которая не была поддержана местной администрацией. 
В 2007 году в деревне Решетниково Первомайского СП проживали 555 человек, в 2010 году — 564 человека.

## География
Деревня расположена в южной части района на автодороге 41А-085 «Магистральная».
Расстояние до административного центра поселения — 20 км.
Расстояние до ближайшей железнодорожной станции Зеленогорск — 3 км. 
Через деревню протекает ручей Жемчужный. К северу от деревни протекает река Искристая.

## Демография
| 1997 | 2007 | 2010 | 2017 | 2021 |
| ---- | ---- | ---- | ---- | ---- |
| 1027 | ↘555 | ↗564 | ↘38  | ↗149 |

## Улицы
1-й Решетниковский проезд, 1-я Садовая, 2-й проезд, 2-й Решетниковский проезд, 2-я Садовая, 3-я Садовая, 9 Мая, Авиационная, Берёзовая, Березовая, Ветеранов проезд, Зелёная, Ландышевая, Лесная, Лесной тупик, Летний проезд, Лиственная, Ломаная, Медиков проезд, Осенняя, Песчаный переулок, Радужный проезд, Разъезжая, Родниковая, Рябиновая, Солнечная, Тихий проезд, Торфяная, Туристическая, Шоновский проезд, Южная, Ягодная, Ягодный переулок.